# Hwang Hee-chan
Hwang Hee-chan (tiếng Hàn: 황희찬; Hanja: 黄喜燦; Hán-Việt: Hoàng Hi Xán; sinh ngày 26 tháng 1 năm 1996) là một cầu thủ bóng đá chuyên nghiệp người Hàn Quốc hiện đang thi đấu ở vị trí tiền đạo cho câu lạc bộ Premier League Wolverhampton Wanderers và đội tuyển bóng đá quốc gia Hàn Quốc.

## Tiểu sử
Hee-chan sinh ra ở Chuncheon, nhưng cả gia đình anh đã chuyển đến Bucheon ngay sau khi anh chào đời. Gia đình Hwang Hee-chan sống ở đó cho đến khi anh 11 tuổi. Hee-chan bắt đầu chơi bóng đá ở Trường tiểu học Singok ở Uijeongbu. Năm 2008, anh ghi nhiều bàn thắng nhất trong cả hai giải đấu Hwarangdaegi và Dongwon Youth Cup, là những giải đấu trẻ quốc gia của Hàn Quốc. Phong độ của anh ấy cũng tiếp tục trong màu áo đội tuyển U12 Hàn Quốc. Anh ấy đã ghi 22 bàn ở Kanga Cup, đó là kỷ lục cao nhất trong lịch sử của giải đấu. Với những màn trình diễn xuất sắc trong các giải đấu này, anh ấy đã được trao giải thưởng lớn của Giải thưởng bóng đá Cha Bum-kun, được trao cho những cầu thủ trẻ xuất sắc nhất của bóng đá Hàn Quốc.
Sau khi tốt nghiệp trường tiểu học Singok, anh vào trường trung học Pohang Jecheol và bắt đầu chơi trong câu lạc bộ bóng đá của trường, đội Pohang Steelers dưới 15 tuổi. Năm 2011, đội của anh ấy đã vô địch giải cấp hai của Giải bóng đá học đường quốc gia Hàn Quốc, do KFA tổ chức và Hee-chan đã nhận được giải thưởng cầu thủ xuất sắc nhất giải.
Sau đó, anh gia nhập trường trung học Pohang Jecheol và đội U18 Pohang Steelers. Trong giải K League Junior 2013, tranh tài giữa các đội trẻ của các câu lạc bộ K League, anh đã ghi 12 bàn thắng sau 12 trận cho đội của mình, giúp đội bóng trường trung học của anh giành chức vô địch. Trong giải đấu trường trung học năm sau, anh ấy đã trở thành Vua phá lưới và cầu thủ xuất sắc nhất của giải đấu với danh hiệu của Pohang. Ngoài tiếng Hàn mẹ đẻ, Hee-chan còn có thể nói tiếng Anh và tiếng Đức.

## Sự nghiệp câu lạc bộ

### Red Bull Salzburg
Vào tháng 12 năm 2014, Pohang Steelers dự định ký hợp đồng với Hwang Hee-chan như một cầu thủ cây nhà lá vườn, tuy nhiên cuối cùng anh đã ký hợp đồng với một câu lạc bộ Áo Red Bull Salzburg. Vào ngày 3 tháng 11 năm 2016, Hee-chan vào sân từ băng ghế dự bị và ghi một cú đúp trong trận đấu Europa League cho Salzburg gặp Đội bóng của Ligue 1 Nice, góp phần vào chiến thắng đầu tiên của đội bóng trong chiến dịch Europa League. Tuy nhiên anh đã không ghi bàn trong cả mùa giải vô địch Áo.
Trong mùa giải 2017-18, Salzburg đã có chiến dịch châu Âu tốt nhất từ trước đến nay. Họ đã đứng đầu bảng Europa League lần thứ tư trong lịch sử, trước khi đánh bại Real Sociedad và Borussia Dortmund, do đó có lần đầu tiên góp mặt ở tứ kết UEFA Europa League. Vào ngày 12 tháng 4, Hee-chan đã ghi một bàn thắng vào lưới Lazio, dẫn trước chiến thắng 4–1 để đi tiếp vào bán kết. Vào ngày 3 tháng 5 năm 2018, Hee-chan đã thi đấu trong trận đấu sân khách thứ hai của trận bán kết, khi Salzburg đánh bại Marseille với tỷ số 1–2 nhưng thua với tỷ số chung cuộc 3–2. Vào ngày 31 tháng 8 năm 2018, Hwang Hee-chan gia nhập Hamburger SV theo hợp đồng cho mượn đến hết mùa giải 2018–19.
Trong mùa giải 2019–20, Hwang Hee-chan đã thu hút sự khen ngợi cùng với các cầu thủ tấn công khác của Salzburg là Erling Haaland và Takumi Minamino. Bộ ba này đặc biệt được ca ngợi vì chiến tích của họ ở Champions League, nơi Hee-chan đã tham gia vào tám bàn thắng khi có ba bàn thắng và ba kiến tạo, Phong cách chơi bóng của Hee-chan được mô tả là tràn đầy năng lượng với khả năng chuyền bóng chính xác và khả năng rê dắt khéo léo. Trên mọi đấu trường, Hwang Hee-chan đã có một mùa giải đáng chú ý khi ghi 16 bàn thắng và 22 pha kiến tạo trong 40 lần ra sân.

### RB Leipzig
Vào ngày 8 tháng 7 năm 2020, Hwang Hee-chan ký hợp đồng với RB Leipzig với thời hạn 5 năm. Vào ngày 12 tháng 9, anh đã ghi được bàn thắng và một pha kiến tạo trước Nürnberg ở vòng đầu tiên của cúp Quốc gia Đức mùa giải 2020-21, nơi Hee-chan có trận ra mắt.  Hee-chan đã giúp Leipzig lọt vào chung kết cúp Quốc gia Đức mùa giải 2020-21 bằng cách ghi bàn vào lưới VfL Wolfsburg ở tứ kết và Werder Bremen ở bán kết, mặc dù anh vào sân từ băng ghế dự bị. Tuy nhiên, Hee-chan đã không ghi bàn trong cả mùa giải Bundesliga đầu tiên ở Đức.

#### Chuyển đến thi đấu cho Wolverhampton Wanderers
Vào ngày 29 tháng 8 năm 2021, Hwang gia nhập đội bóng Wolverhampton Wanderers theo dạng cho mượn một mùa giải. Vào ngày 11 tháng 9, Hwang ghi bàn thắng đầu tiên của mình ở sân chơi Premier League và thứ hai cho Wolves vào lưới Watford trong trận ra mắt với tư cách là cầu thủ vào sân thay người ở hiệp hai trong chiến thắng 2–0.

## Sự nghiệp thi đấu quốc tế
Tại vòng chung kết giải U16 châu Á năm 2012, Hee-chan đã ghi một cú hat-trick vào lưới đội tuyển U17 Triều Tiên. Tuy nhiên năm đó U16 Hàn Quốc bị loại ở tứ kết, nhưng anh đã trở thành Vua phá lưới của giải đấu với 5 bàn thắng.
Hee-chan đã tham gia Thế vận hội mùa hè Rio 2016 và ghi một bàn thắng trong trận đấu vòng bảng với Đức, trận đấu kết thúc với tỷ số hòa 3–3. Trong một trận giao hữu vào ngày 28 tháng 3 năm 2018, Hee-chan đã ghi bàn thứ hai cho Hàn Quốc vào lưới Ba Lan, nhưng Hàn Quốc đã thất bại tỷ số 3–2. Trong tháng 5 năm 2018, anh có tên trong danh sách sơ bộ 28 cầu thủ của Hàn Quốc chuẩn bị cho vòng chung kết FIFA World Cup 2018 tại Nga. Hee-chan đã chơi trong cả ba trận đấu vòng bảng của World Cup cùng đội tuyển Hàn Quốc.

## Thống kê sự nghiệp

### Câu lạc bộ
Tính đến ngày 19 tháng 5 năm 2024
| Câu lạc bộ              | Mùa giải            | Giải đấu                         | Giải đấu | Giải đấu | Cúp quốc gia | Cúp quốc gia | Cúp liên đoàn | Cúp liên đoàn | Châu lục | Châu lục | Tổng cộng | Tổng cộng |
| Câu lạc bộ              | Mùa giải            | Hạng                             | Trận     | Bàn      | Trận         | Bàn          | Trận          | Bàn           | Trận     | Bàn      | Trận      | Bàn       |
| ----------------------- | ------------------- | -------------------------------- | -------- | -------- | ------------ | ------------ | ------------- | ------------- | -------- | -------- | --------- | --------- |
| FC Liefering (mượn)     | 2014–15             | Austrian 2. Liga                 | 13       | 2        | —            | —            | —             | —             | —        | —        | 13        | 2         |
| FC Liefering (mượn)     | 2015–16             | Austrian 2. Liga                 | 18       | 11       | —            | —            | —             | —             | —        | —        | 18        | 11        |
| FC Liefering (mượn)     | Tổng cộng           | Tổng cộng                        | 31       | 13       | —            | —            | —             | —             | —        | —        | 31        | 13        |
| Red Bull Salzburg       | 2015–16             | Giải bóng đá vô địch quốc gia Áo | 13       | 0        | 1            | 0            | —             | —             | —        | —        | 14        | 0         |
| Red Bull Salzburg       | 2016–17             | Giải bóng đá vô địch quốc gia Áo | 26       | 12       | 6            | 2            | —             | —             | 3        | 2        | 35        | 16        |
| Red Bull Salzburg       | 2017–18             | Giải bóng đá vô địch quốc gia Áo | 20       | 5        | 3            | 3            | —             | —             | 14       | 5        | 37        | 13        |
| Red Bull Salzburg       | 2019–20             | Giải bóng đá vô địch quốc gia Áo | 27       | 11       | 5            | 1            | —             | —             | 8        | 4        | 40        | 16        |
| Red Bull Salzburg       | Tổng cộng           | Tổng cộng                        | 86       | 28       | 15           | 6            | —             | —             | 25       | 11       | 126       | 45        |
| Hamburg SV (mượn)       | 2018–19             | 2. Bundesliga                    | 20       | 2        | 1            | 0            | —             | —             | —        | —        | 21        | 2         |
| RB Leipzig              | 2020–21             | Bundesliga                       | 18       | 0        | 5            | 3            | —             | —             | 3        | 0        | 26        | 3         |
| RB Leipzig              | 2021–22             | Bundesliga                       | 2        | 0        | 1            | 0            | —             | —             | —        | —        | 3         | 0         |
| RB Leipzig              | Tổng cộng           | Tổng cộng                        | 20       | 0        | 6            | 3            | —             | —             | 3        | 0        | 29        | 3         |
| Wolverhampton Wanderers | 2021–22 (mượn)      | Premier League                   | 30       | 5        | 0            | 0            | 1             | 0             | —        | —        | 31        | 5         |
| Wolverhampton Wanderers | 2022–23             | Premier League                   | 27       | 3        | 1            | 1            | 4             | 0             | —        | —        | 32        | 4         |
| Wolverhampton Wanderers | 2023–24             | Premier League                   | 29       | 12       | 1            | 0            | 1             | 1             | —        | —        | 31        | 13        |
| Wolverhampton Wanderers | Tổng cộng           | Tổng cộng                        | 86       | 20       | 2            | 1            | 6             | 1             | —        | —        | 94        | 22        |
| Tổng cộng sự nghiệp     | Tổng cộng sự nghiệp | Tổng cộng sự nghiệp              | 243      | 63       | 24           | 10           | 6             | 1             | 28       | 11       | 301       | 85        |

### Quốc tế
Tính đến ngày 11 tháng 6 năm 2024
| Đội tuyển quốc gia  | Năm                 | Trận | Bàn |
| ------------------- | ------------------- | ---- | --- |
| U-17 Hàn Quốc       | 2011                | 4    | 2   |
| U-17 Hàn Quốc       | 2012                | 3    | 5   |
| U-17 Hàn Quốc       | Tổng cộng           | 7    | 7   |
| U-20 Hàn Quốc       | 2013                | 6    | 5   |
| U-20 Hàn Quốc       | 2014                | 6    | 1   |
| U-20 Hàn Quốc       | Tổng cộng           | 12   | 6   |
| U-23 Hàn Quốc       | 2015                | 2    | 0   |
| U-23 Hàn Quốc       | 2016                | 14   | 2   |
| U-23 Hàn Quốc       | 2017                | 0    | 0   |
| U-23 Hàn Quốc       | 2018                | 6    | 3   |
| U-23 Hàn Quốc       | Tổng cộng           | 22   | 5   |
| Hàn Quốc            | 2016                | 3    | 0   |
| Hàn Quốc            | 2017                | 6    | 1   |
| Hàn Quốc            | 2018                | 12   | 1   |
| Hàn Quốc            | 2019                | 11   | 2   |
| Hàn Quốc            | 2020                | 2    | 1   |
| Hàn Quốc            | 2021                | 9    | 2   |
| Hàn Quốc            | 2022                | 8    | 3   |
| Hàn Quốc            | 2023                | 8    | 2   |
| Hàn Quốc            | 2024                | 7    | 2   |
| Hàn Quốc            | Tổng cộng           | 66   | 14  |
| Tổng cộng sự nghiệp | Tổng cộng sự nghiệp | 106  | 32  |

Bàn thắng và kết quả của Hàn Quốc được để trước
| #   | Ngày                 | Địa điểm                                          | Đối thủ    | Bàn thắng | Kết quả      | Giải đấu                      |
| --- | -------------------- | ------------------------------------------------- | ---------- | --------- | ------------ | ----------------------------- |
| 1.  | 13 tháng 6 năm 2017  | Sân vận động Jassim bin Hamad, Doha, Qatar        | Qatar      | 2–2       | 2–3          | Vòng loại FIFA World Cup 2018 |
| 2.  | 27 tháng 3 năm 2018  | Sân vận động Silesian, Chorzów, Ba Lan            | Ba Lan     | 2–2       | 2–3          | Giao hữu                      |
| 3.  | 22 tháng 1 năm 2019  | Sân vận động Rashid, Dubai, UAE                   | Bahrain    | 1–0       | 2–1 (s.h.p.) | AFC Asian Cup 2019            |
| 4.  | 10 tháng 10 năm 2019 | Sân vận động Hwaseong, Hwaseong, Hàn Quốc         | Sri Lanka  | 3–0       | 8–0          | Vòng loại FIFA World Cup 2022 |
| 5.  | 17 tháng 11 năm 2020 | BSFZ-Arena, Maria Enzersdorf, Áo                  | Qatar      | 1–0       | 2–1          | Giao hữu                      |
| 6.  | 9 tháng 6 năm 2021   | Sân vận động Goyang, Goyang, Hàn Quốc             | Sri Lanka  | 4–0       | 5–0          | Vòng loại FIFA World Cup 2022 |
| 7.  | 11 tháng 11 năm 2021 | Sân vận động Goyang, Goyang, Hàn Quốc             | UAE        | 1–0       | 1–0          | Vòng loại FIFA World Cup 2022 |
| 8.  | 6 tháng 6 năm 2022   | Sân vận động Daejeon World Cup, Daejeon, Hàn Quốc | Chile      | 1–0       | 2–0          | Giao hữu                      |
| 9.  | 23 tháng 9 năm 2022  | Sân vận động Goyang, Goyang, Hàn Quốc             | Costa Rica | 2–0       | 2–2          | Giao hữu                      |
| 10. | 2 tháng 12 năm 2022  | Sân vận động Thành phố Giáo dục, Al Rayyan, Qatar | Bồ Đào Nha | 2–1       | 2–1          | FIFA World Cup 2022           |
| 11. | 17 tháng 10 năm 2023 | Sân vận động Suwon World Cup, Suwon, Hàn Quốc     | Việt Nam   | 2–0       | 6–0          | Giao hữu                      |
| 12. | 16 tháng 11 năm 2023 | Sân vận động Seoul World Cup, Seoul, Hàn Quốc     | Singapore  | 2–0       | 5–0          | Vòng loại FIFA World Cup 2026 |
| 13  | 2 tháng 2 năm 2024   | Sân vận động Al Janoub, Al Wakrah, Qatar          | Úc         | 1–1       | 2–1 (s.h.p.) | AFC Asian Cup 2023            |
| 14. | 6 tháng 6 năm 2024   | Sân vận động Seoul World Cup, Seoul, Hàn Quốc     | Singapore  | 7–0       | 7–0          | Vòng loại FIFA World Cup 2026 |